# Centistes minutus
Centistes minutus är en stekelart som beskrevs av Chen och Van Achterberg 1997. Centistes minutus ingår i släktet Centistes och familjen bracksteklar. Inga underarter finns listade.